# Río Colorado (Río Madre de Dios)
Der Río Colorado ist ein etwa 155 km langer rechter Nebenfluss des Río Madre de Dios in Südost-Peru in der Provinz Manu der Region Madre de Dios.

## Flusslauf
Der Río Colorado entspringt in der peruanischen Ostkordillere 55 km nördlich der Cordillera Vilcanota. Das Quellgebiet befindet sich am Cerro Marcacheapunta auf einer Höhe von etwa 3200 m. Der Río Colorado durchquert das Gebirge in nordnordöstlicher Richtung. Bei Flusskilometer 85 erreicht er das Amazonastiefland und wendet sich in Richtung Ostnordost. Bis Flusskilometer 70 verläuft der Río Colorado innerhalb des Schutzgebietes Reserva Comunal Amarakaeri. Bei Flusskilometer 51 trifft der Río Cupadnoe von links, bei Flusskilometer 40 der Río Huasorocco sowie bei Flusskilometer 18 der Río Puquiri auf den Río Colorado, die letzten beiden von rechts. Der Río Colorado mündet schließlich auf einer Höhe von etwa 236 m 130 km westlich der Regionshauptstadt Puerto Maldonado in den nach Osten strömenden Río Madre de Dios. Die Mündungsstelle liegt oberhalb der Ortschaft Boca Colorado.

## Einzugsgebiet und Hydrologie
Der Río Colorado entwässert einen Teil der peruanischen Ostkordillere nach Nordosten hin. Das etwa 3810 km² große Einzugsgebiet grenzt im Osten und im Süden an das des Río Inambari, im Südwesten an das des Río Alto Madre de Dios sowie im Nordwesten und im Norden an das des Río Chilive. Der mittlere Abfluss beträgt ungefähr 510 m³/s.

## Ökologie
Entlang dem Nebenfluss Río Puquiri wird großflächig Gold geschürft.